# Miss Amazonas 2012
O concurso que elegeu a Miss Amazonas 2012 aconteceu dia 6 de dezembro de 2011 no Manauara Shopping, em Manaus. A vencedora foi Vivian Amorim, representante das Lojas Paradise.
Pela primeira vez o concurso bateu o record de participantes de candidatas provenientes do Interior do Amazonas, foram 11 no total.

## Resultados
| Colocação                | Município                         |
| Miss Amazonas 2012       | - Manaus - Vivian Amorim          |
| Miss Terra Amazonas 2012 | - Manacapuru - Janaína Figueiredo |
| 3º. Lugar                | - Itacoatiara - Priscila Rebelo   |
| 4º. Lugar                | - Parintins - Brenna Dianná       |
| 5º. Lugar                | - Iranduba - Luciana Souza        |